# Schronisko Zachodnie w Pustelnicy
Schronisko Zachodnie w Pustelnicy, Schronisko w Sokolich Górach V, Schronisko Zachodnie – jaskinia typu schronisko na Wyżynie Krakowsko Częstochowskiej. Znajduje się na wzgórzu Pustelnica w rezerwacie Sokole Góry w miejscowości Olsztyn w województwie śląskim, w powiecie częstochowskim.

## Opis obiektu
Od parkingu przy rezerwacie przyrody Sokole Góry prowadzi do jaskiń szlak turystyczny i ścieżka dydaktyczna. Schronisko znajduje się w dwóch trzecich wysokości północnego zbocza Pustelnicy, przy ścieżce prowadzącej do Jaskini Olsztyńskiej, około 50 m na zachód od niej i nieco wyżej w skałce o wysokości 5 m. Ma duży otwór, od góry częściowo otwarty i przechodzący w skośny komin, w którym jest boczna wnęka o szerokości 3 m. Otwór ma szerokość 1,5 m i wysokość taką samą jak skałka.
Schronisko składa się z jednej dużej sali o długości 10 m i szerokości do 5 m. Namulisko składa się z próchnicy zmieszanej z piaskiem, wapiennym rumoszem oraz węglem drzewnym. Pierwotne namulisko dobrze zachowało się przy otworze po prawej stronie, poza tym w dnie schroniska jest wielki lej po wybranym namulisku. W stropie i ścianach schroniska są różne zakamarki, często zarośnięte kalcytem. W tylnej części sali są dwa ukryte, bardzo ciasne i łączące się z sobą korytarzyki o spągu przykrytym ilastym piaskiem. W schronisku jest wiele różnorodnych nacieków, prawie wszystkie są zwietrzałe, suche i ze śladami mechanicznych uszkodzeń.
Schronisko powstało w wapieniach z okresu jury na pionowej szczelinie ciosowej. Jest w całości widne i bez własnego mikroklimatu. Nie zaobserwowano zwierząt ani roślin.

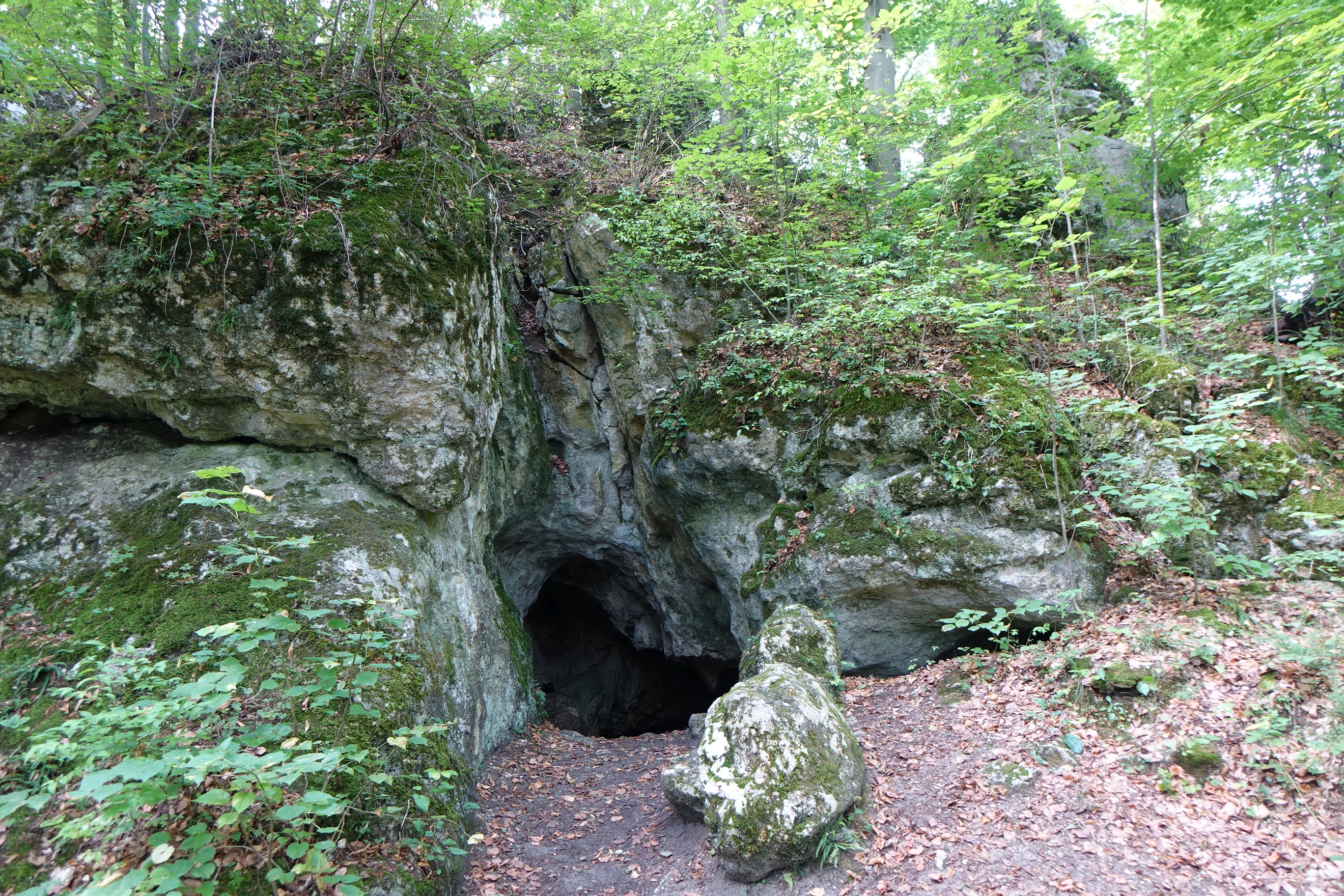
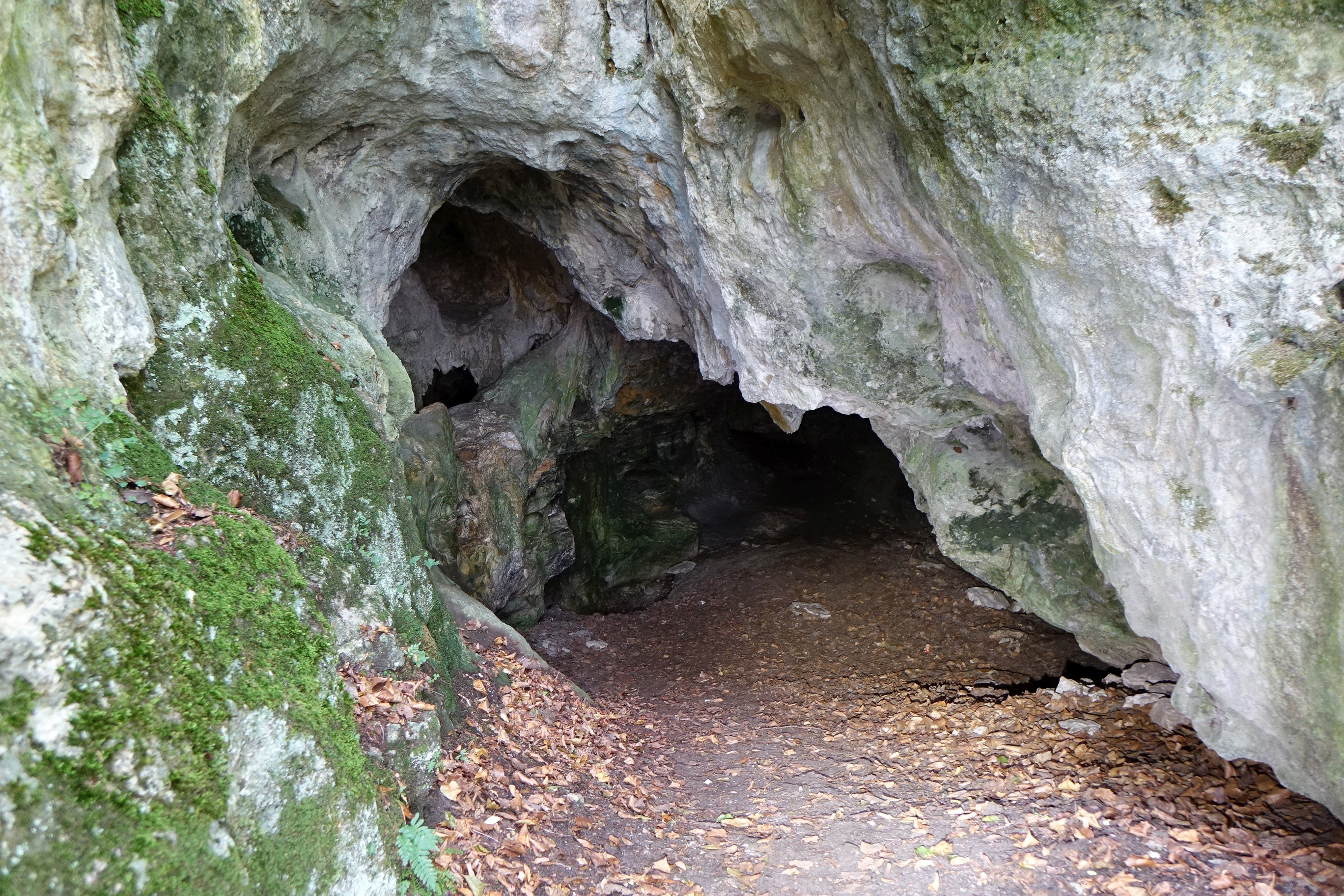
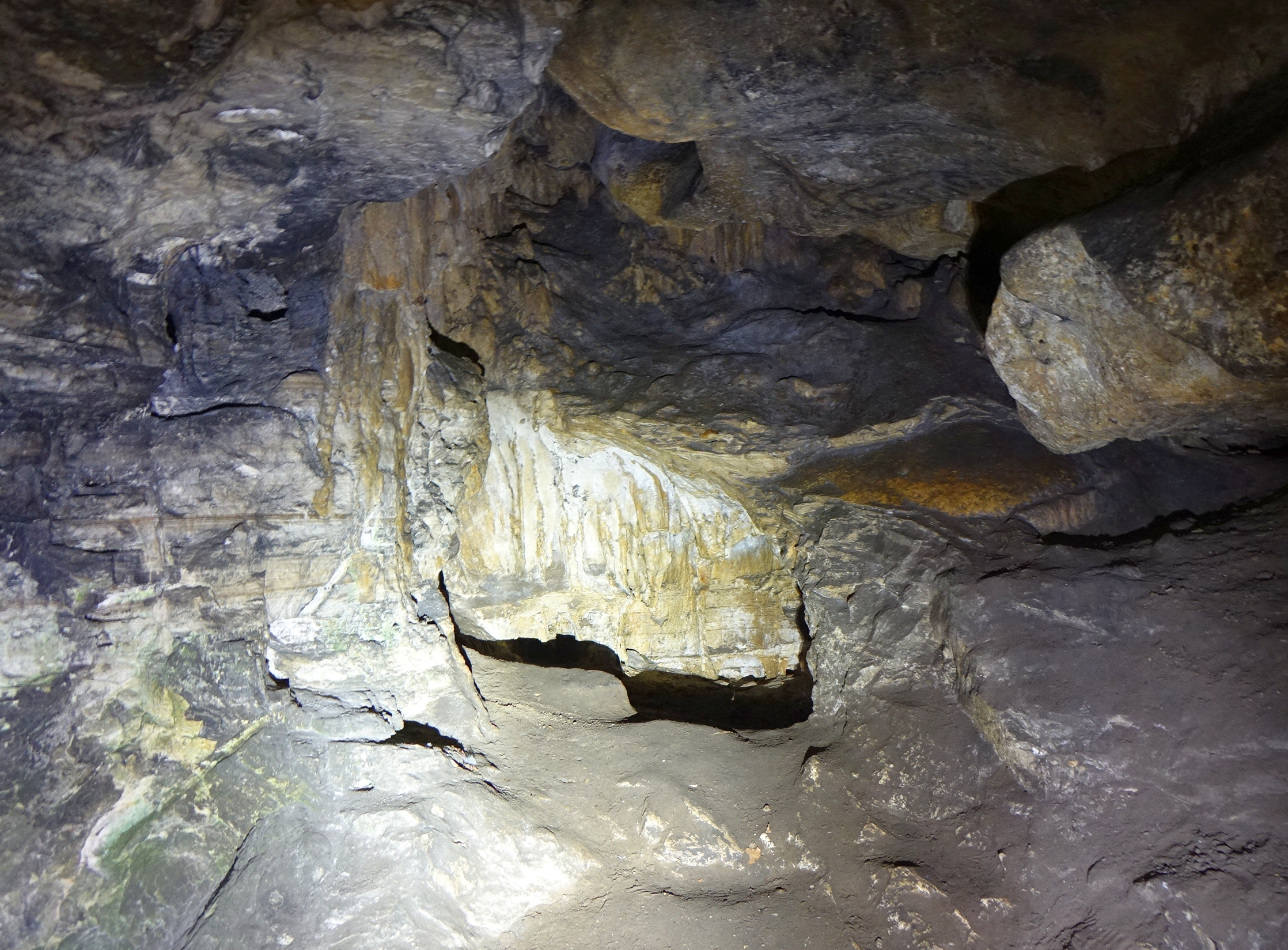
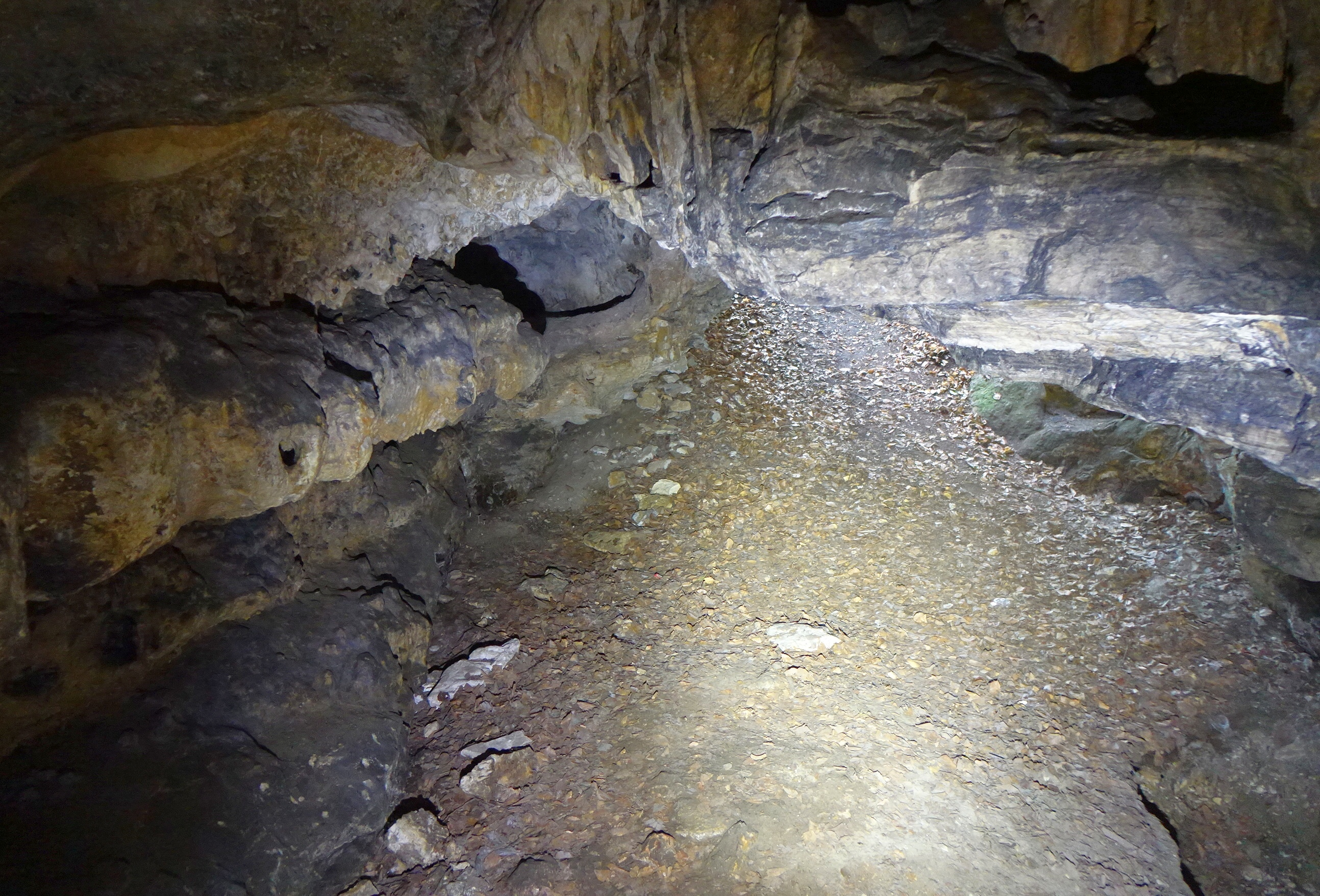
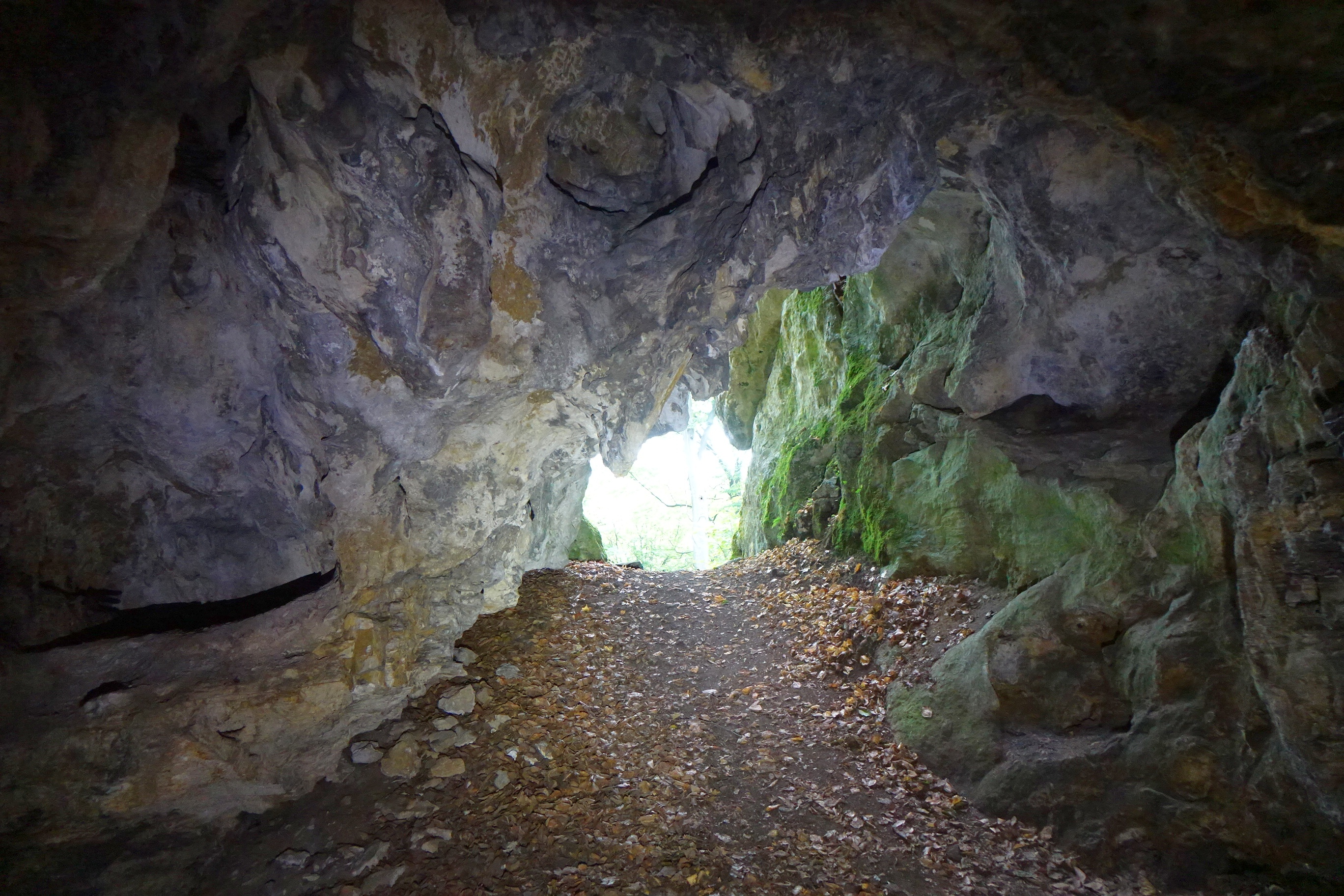
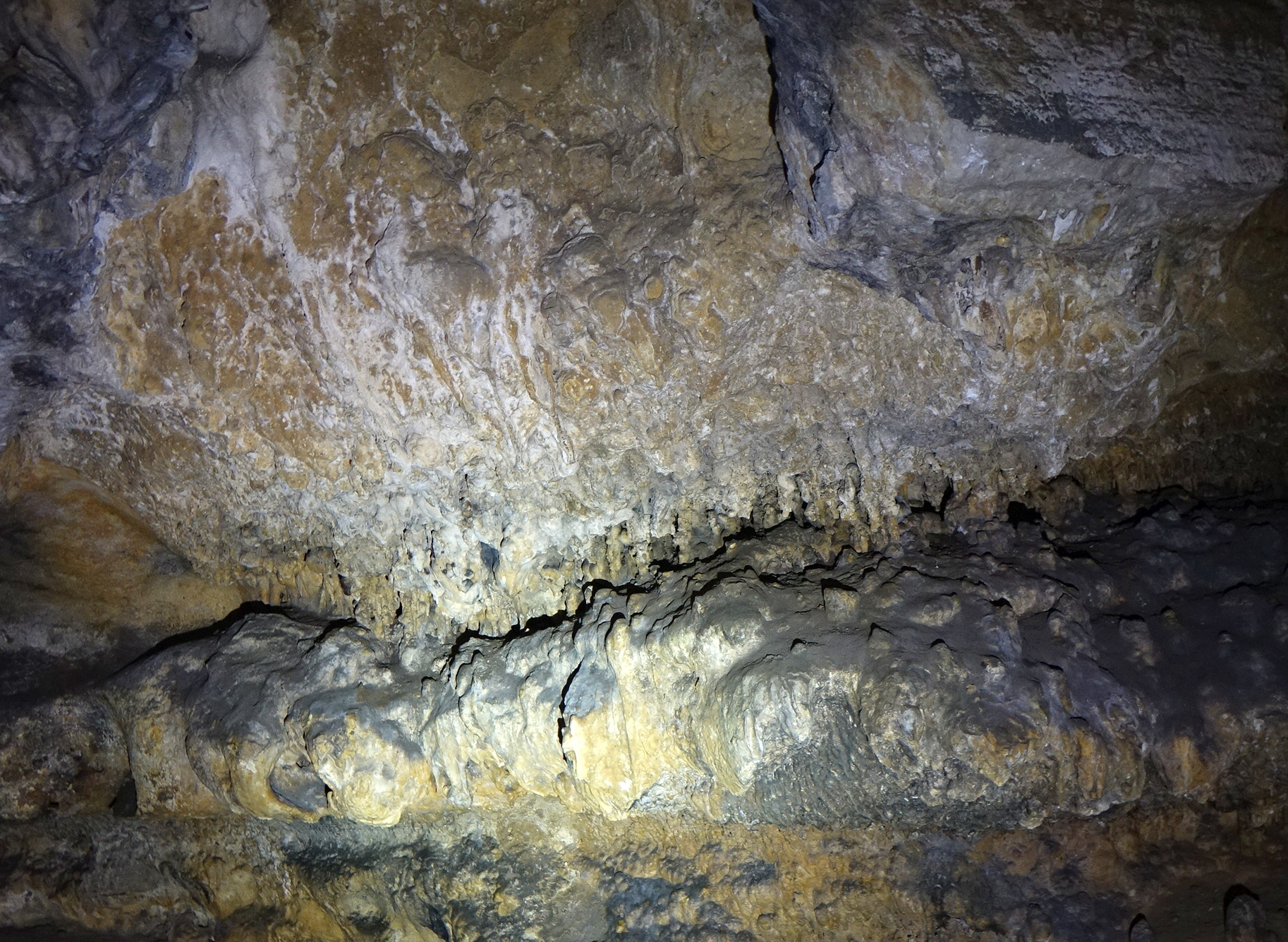